# Carl von Hasenauer
Baron Carl Freiherr von Hasenauer (Wenen, 20 juli 1833 – aldaar, 4 januari 1894) was een vooraanstaand Oostenrijks architect. Zijn architectonische stijl was te classificeren als historisme. Hij is het meest bekend van zijn ontwerpen langs de Weense Ringstraße en zijn (thans monumentale) gebouwen in neobarokke stijl. Tijdens zijn leven stond hij ook bekend als de Makart van de bouw.

## Biografie
Von Hasenauer was een leerling van August Sicard von Sicardsburg en Eduard van der Nüll. In 1873 werd hij verheven tot baron.
Hasenauer werd hoofdarchitect van de Wereldtentoonstelling van 1873. Samen met Gottfried Semper ontwierp hij het gebouwencomplex van de hof met het Kunsthistorisches Museum en het Naturhistorisches Museum (1871-1891), het Burgtheater (1874-1888 - grondplan van Semper, gevelontwerp van Hasenauer), het Semperdepot met kunst bij het Naturhistorisches Museum en de Neue Hofburg (1881-1894, voltooid in 1913). Ook ontwierp hij de woongebouwen Palais Lützow (1870) en Hermesvilla (1882-1886), met interieurdecoraties in de stijl van Hans Makart. Semper was tot 1876 betrokken bij de bouw van de gebouwen; na een geschil met hem leidde Hasenauer de bouw alleen. De gebouwen aan de Weense Ringstraße zijn uitgegroeid tot herkenningspunten van Wenen.
Twee geschillen over het auteurschap van de ontwerpen tussen de volgelingen van Semper en Hasenauer, die vooral na hun beider dood werden uitgevochten, zijn anno 2024 nog niet helemaal opgelost.

## Stijl
Hasenauer werd gekenmerkt door een zeer decoratieve stijl (in de geest van Semper) en zijn samenhang. Hij probeerde alle artistieke genres samen te voegen tot een Gesamtkunstwerk, waarbij niet alleen het voorkomen van de gebouwen op de voorgrond werd geplaatst.

## Werken
Hasenauer was betrokken bij verschillende belangrijke bouwprojecten in de 19e eeuw. Deze omvatten een villa in Mödling (1855), het vrijstaande huis in Mödling voor zijn ouders (1858), de verbouwde Villa Ranzoni in Altmünster am Traunsee (1861) en de verbouwde Villa Gerold in Wenen (1861). Andere projecten zijn de Villa Zang in Wenen (1863), een landhuis in Pötzleinsdorf in Wenen (vóór 1868) en de Villa Weiß am Traunsee in Opper-Oostenrijk.
Qua openbare gebouwen bouwde Hasenauer, in samenwerking met Gottfried Semper, het voormalige Leopoldstadt Kinderziekenhuis (thans het studentencentrum van Wenen) in de Obere Augartenstraße (1872-1873) en de tribunes van de renbaan in Freudenau in Wenen.
Hasenauer was ook betrokken bij industriële en commerciële gebouwen, waaronder de Wereldtentoonstellingsgebouwen in Parijs (1867) en die van Wenen (1871-1873). Daarnaast werkte hij plannen uit voor de Rotunde voor de Wereldtentoonstelling van 1873 in Wenen en werd aangesteld als hoofd van de bouw. De plannen werden uitgevoerd, maar de Rotunde brandde op 17 september 1937 af.
Hasenauer hielp ook bij het ontwerp van het Tegetthoff-monument in Praterstern (1879-1885) en was betrokken bij het architectonische deel van het Grillparzer-monument in de Volkstuin van Wenen (1889).
Niet alle projecten van Hasenauer werden echter gerealiseerd. Hij nam deel aan verschillende architectuurwedstrijden, zoals die voor de Weense Opera (1861, 3e prijs), de gevel van Sint-Maria del Fiore in Florence (1864, 2e prijs) en het huizencomplex Volksgartengruppe in de Löwelstraße in Wenen (1872, 1877). Sommige gebouwen werd niet gebouwd vanwege geldgebrek. Hasenauer en Semper hadden bijvoorbeeld het zogenaamde Kaiserforum in Wenen gepland. Hun plan was om twee vleugels van de Hofburg te bouwen en deze te verbinden met een centrale traverse. Door geldgebrek werd slechts één vleugel (Neue Hofburg) gerealiseerd. Het duo was ook van plan om de vleugels te verbinden met het Kunsthistorisches Museum via twee triomfbogen over de Wiener Ringstraße, maar ook dat ging niet door wegens geldgebrek.
Hasenauer trok vooral aandacht met de bouw van het Kunsthistorisches Museum en Naturhistorisches Museum in Wenen van 1871 tot 1891, dat hij om het (eveneens door hem ontworpen) park in het centrum plande. In het midden van het Maria-Theresien-Platz staat het Maria-Theresien-monument, dat grotendeels werd ontworpen door Caspar von Zumbusch, maar de sokkel werd ontworpen door Carl von Hasenauer. Hasenauer bouwde onder anderen het Burgtheater samen met Gottfried Semper en de Neue Hofburg. In 1876 ging Semper wegens een ernstige ziekte met pensioen, waarna Hasenauer het gebouw alleen voltooide. In 1882 schonk Frans Jozef I van Oostenrijk aan Elisabeth in Beieren de door Hasenauer gebouwde Hermesvilla in de Lainzer Tiergarten.

## Lidmaatschappen
Hasenauer werd in 1861 lid van het Genossenschaft der bildendenden Künstler Wiens. Hij vertrok in 1867, maar werd in 1871 wederom lid, trad in 1878 toe tot het bestuur en werd in 1889 tot erelid verklaard.
In 1864 werd hij lid van de Österreichischer Ingenieur- und Architekten-Verein. In 1866 trad hij toe tot de Akademie der bildenden Künste Wien (waar hij onder andere Jozef Zasche lesgaf) en in 1867 werd hij erelid van het Koninklijk Instituut van Britse Architecten in Londen. Ook in Italië nam hij enkele lidmaatschappen op zich, met name in Rome.
Van 1867 tot 1871 was Hasenauer lid van de liberale gemeenteraad in Wenen. Vanaf 1884 werd hij curator van het Oostenrijks Museum voor Kunst en Industrie.

## Onderscheidingen
Hasenauer ontving tijdens zijn carrière verschillende onderscheidingen, waaronder de Grote Prijs voor Architectuur aan de Akademie der bildenden Künste Wien in 1854. In 1864 ontving hij de prijs van het Kunsttentoonstellingsfonds van de Academie voor Schone Kunsten. In 1870 werd hij onderscheiden met het ridderkruis van de Orde van de Italiaanse Kroon. Drie jaar later, in 1873, werd hij verheven tot baron en datzelfde jaar werd hij onderscheiden met de Orde van Commandeur van de Zweedse Orde van de Poolster II en de Ottomaanse Orde van Mejidië. Het jaar daarop werd hij onderscheiden met het officierskruis van de Belgische Leopoldsorde en het ridderkruis van het Franse Legioen van Eer. In 1876 zat Hasenauer in het actiecomité van de Wereldtentoonstelling in Parijs. Hij kreeg daar de medaille eerste klasse.

## Privéleven
Hasenauer huwde in 1863 met Victoire Barones Genotte von Merkenfeld. Uit dit huwelijk kwamen drie kinderen voort:
- Richard Baron von Hasenauer (1867)
- Therese Risa Freiin von Hasenauer (1871)
- Karl Freiherr von Hasenauer (1881)

Carl von Hasenauer ligt begraven in een eregraf op de Weense Algemene Begraafplaats (groep 32 A, nummer 33).

## Vernoemingen
In 1894 werd in Wenen in Währing (18e district) en Döbling (19e district) de Hasenauerstraße naar hem vernoemd.
- Gemeinsame Normdatei: 118546597
- International Standard Name Identifier: 0000 0001 0822 8884
- Library of Congress Control Number: n2004063647
- Nederlandse Thesaurus van Auteursnamen: 168452235
- RKD-Nederlands Instituut voor Kunstgeschiedenis: 36374
- SNAC: w6z15ftw
- Union List of Artist Names: 500020365
- Virtual International Authority File: 5684656
- WorldCat: E39PBJg4pbHVjhC9BqRmWJrQbd